# Zeugophora wittmeri
Zeugophora wittmeri es una especie de coleóptero de la familia Megalopodidae.

## Distribución geográfica
Habita en Kashmir.